# Absente (absinthe)

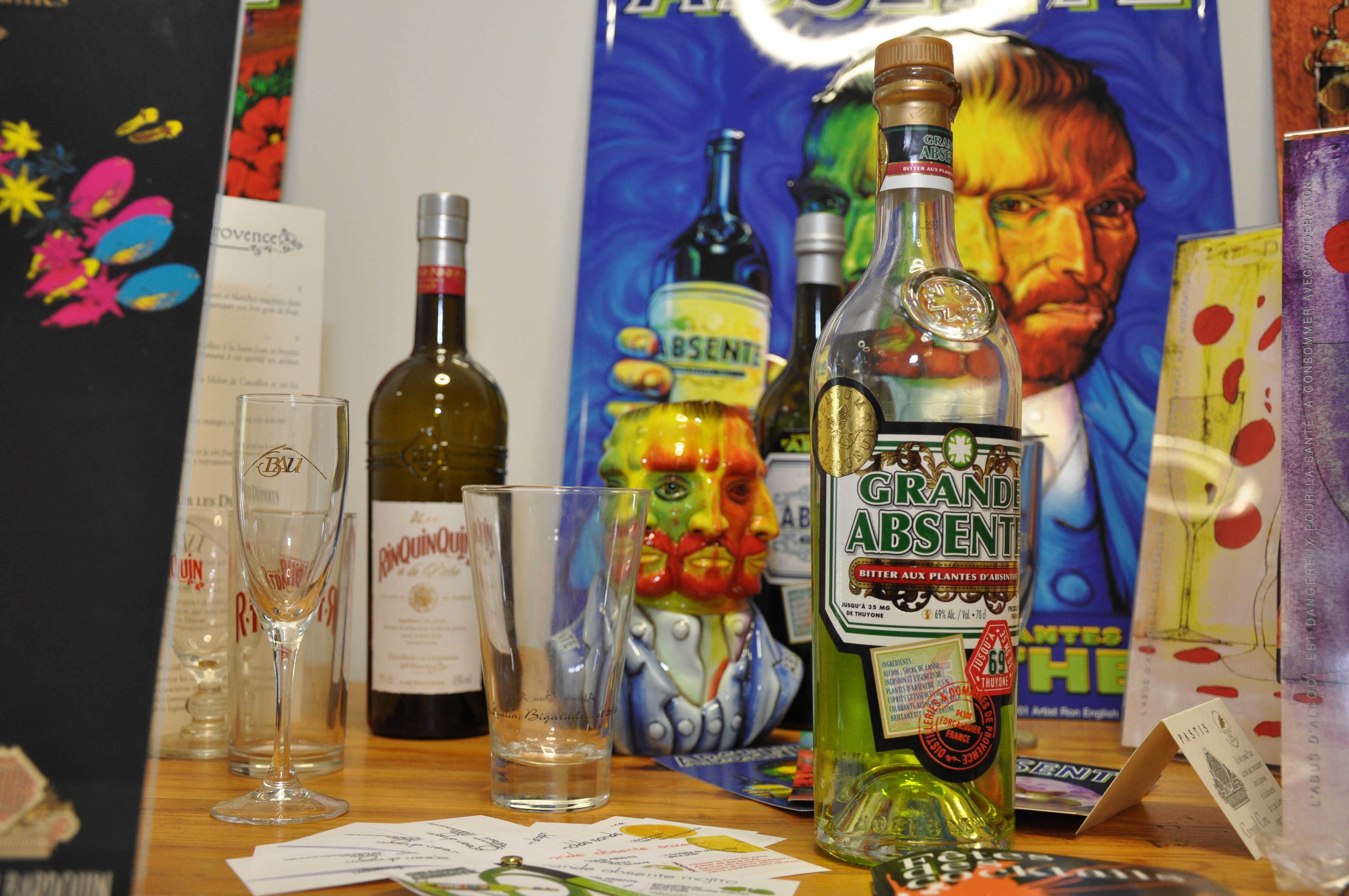
Conditionnement et visuel de la marque

Absente est une marque d'absinthe, élaborée par addition d'essence produite par les Distilleries et Domaines de Provence à Forcalquier. Elle est déclinée en quatre produit dont deux liqueurs d'absinthe.

## Élaboration
L'Absente est une liqueur d'absinthe obtenue par mélange d'essence, qui est l'une des deux méthodes de production de l'absinthe avec la distillation. Elle contient du sucre, de l’essence et infusion d’armoise, alcoolat d’anis vert, alcoolats de mélisse et de menthe, essence de badiane, essence de grande absinthe et alcool. Il ne s'agit pas d'une absinthe obtenue par distillation et sans addition de sucre selon le procédé traditionnel.

## Historique
Interdite en 1915, la vente de l'absinthe a été à nouveau autorisée, en 1988, par une directive européenne. Elle ne doit pas avoir une teneur en thuyone supérieure à 35 mg/litre. Les Distilleries de Provence, à Forcalquier, commercialisent chaque année 40 000 cols, soit avec une formulation standard à 55°, soit avec une liqueur plus corsée à 69°.

## Positionnement et distribution
D'abord lancé sur le marché des États-Unis - avant d'être commercialisée en France, l'Absente se positionne sur le marché grand public, et principalement vendue dans les supermarchés et les cavistes. Les Distilleries et Domaines de Provence, proposent en tout trois produits: l'Absente qui titre à 55% d'alcool, la Grande Absente titrant à 69% d'alcool et la Crème d'Absente.

## Consommation
Elle peut être consommée selon la tradition, avec un sucre que l'on place  sur une cuillère percée, au-dessus d'un verre et sur lequel on fait couler de l'eau bien fraîche. Elle peut également être consommée sans sucre, sur de la glace et avec un peu d'eau ou encore pure, en digestif.